# Варфоломеевское сельское поселение (Приморский край)
Варфоломеевское се́льское поселе́ние — сельское поселение в Яковлевском районе Приморского края.
Административный центр — село Варфоломеевка.

## История
Статус и границы сельского поселения установлены Законом Приморского края от 6 декабря 2004 года № 188-КЗ «О Яковлевском муниципальном районе»

## Население
| 2001  | 2010  | 2011  | 2012  | 2013  | 2014  | 2015  |
| ----- | ----- | ----- | ----- | ----- | ----- | ----- |
| 3326  | ↘3026 | ↘3007 | ↘2945 | ↘2930 | ↘2844 | ↘2775 |
| 2016  | 2017  | 2018  | 2019  | 2020  | 2021  |       |
| ↘2745 | ↘2701 | ↘2655 | ↗2658 | ↘2599 | ↘2167 |       |

## Состав сельского поселения
| № | Населённый пункт | Тип населённого пункта       | Население |
| - | ---------------- | ---------------------------- | --------- |
| 1 | Варфоломеевка    | железнодорожная станция      | ↘1009     |
| 2 | Варфоломеевка    | село, административный центр | ↘1008     |
| 3 | Достоевка        | село                         | ↘335      |
| 4 | Лазаревка        | село                         | ↘95       |

## Местное самоуправление
Администрация
Адрес: 692353, с. Варфоломеевка, ул. Пролетарская, 27. Телефон: 8 (42371) 92-1-74
Глава администрации
- Мажуга Сергей Федорович